# 회색난쟁이햄스터
회색난쟁이햄스터(Cricetulus migratorius)는 비단털쥐과에 속하는 설치류의 일종이다. 동부 유럽부터 중동과 러시아, 중앙아시아를 거쳐 몽골과 중국 서부까지 지역에서 발견된다. 회색 털을 갖고 있으며, 머리부터 몸까지 길이는 85~120mm이다. 국제 자연 보전 연맹(IUCN)이 보전 등급을 "관심대상종"으로 지정하고 있다.

## 특징
회색난쟁이햄스터는 머리부터 몸까지 길이가 85mm부터 120mm 사이이고, 꼬리는 몸길이의 약 1/3이다. 몸무게는 31~58g이다. 치열은 1.0.0.31.0.3.3이다. 희끄무레한 하체와 함께 상체는 모랫빛 갈색-회색을 띠고, 회색 바탕에 흰 털을 갖기도 한다. 귀는 크고 두개골은 좁은 주둥이와 함께 편평하다.

## 분포
회색난쟁이햄스터는 아프가니스탄과 아르메니아, 불가리아, 중국, 이란, 이라크, 이스라엘, 요르단, 카자흐스탄, 레바논, 몰도바, 몽골, 파키스탄, 루마니아, 러시아, 터키, 우크라이나를 포함하여 동부 유럽 일부와 아시아에서 발견된다. 그리스에서도 기록이 있지만 약 1970년 이후 발견되지 않고 있다. 대부분 해발 1000m 이상에서 서식하며, 파미르고원에서는 최대 4300m 고도에서 발견된 기록이 있다. 원래는 건조 초원 지대, 건조 스텝 지대, 준사막 지역에서 서식했지만, 경작지와 정원 그리고 심지어 건물들 사이에서도 드물게 발견된다. 습윤 서식지와 울창한 삼림, 숲은 피하며 식물이 희박한 식생 지대에서 가장 흔하게 발견된다.

## 습성
회색난쟁이햄스터는 저녁 어스름과 밤에 활동적이다. 땅 아래 150cm까지 깊이, 측면 통로와 여러 개의 둥지와 겨울에 먹기 위한 먹이 보관용 방을 포함하는 복잡한 굴을 판다. 먹이는 뿌리와 초본 식물, 씨앗이고 곤충을 먹기도 한다. 겨울잠은 자지 않고 여름에 번식을 하며 연중 최대 세 번 새끼를 낳는다. 보통 6~7마리의 새끼를 낳지만 1~13마리를 낳기도 한다.

## 보전 상태
회색난쟁이햄스터는 아주 넓은 분포 지역과 큰 전체 개체군을 갖는다. 발칸 반도처럼 일부 지역에서는 희귀종이지만 다른 곳에서는 풍부하고, 아르메니아와 카자흐스탄에서는 생쥐 보다 흔하다. 개체군 추이는 알려져 있지 않지만, 많은 보호 지역에서 발견되는 것으로 알려져 있다. 국제 자연 보전 연맹(IUCN)이 보전 등급을 "관심대상종"으로 지정하고 있다.